# Otto Rohwer
Otto Rohwer (* 25. November 1881 in Nübbel; † 4. Januar 1964 in Luhnstedt) war ein deutscher Beamter und Landwirt. Er war Landrat des Kreises Rendsburg.
Rohwer arbeitete nach der Schulentlassung erst in der Landwirtschaft, dann ab 1906 in der Rendsburger Kreisverwaltung. Nach Stationen in der Verwaltung der Stadt Kiel und der Stadt Altena wurde er leitender Bürobeamter in der Stadtverwaltung Schwelm. 1919 übernahm er einen landwirtschaftlichen Betrieb in Luhnstedt, wo er von 1925 bis 1950 stellvertretender Bürgermeister war. Von 1945 bis 1947 war er zudem Amtsvorsteher des Amtes Luhnstedt. Seit 1946 gehörte er dem Kreistag an, der ihn am 2. Mai 1950 für die Dauer von sechs Jahren zum Landrat wählte. 